# Picassinos
Picassinos é uma localidade portuguesa da freguesia e do Município da Marinha Grande.
Está situada a sul da Marinha Grande, para lá da linha do caminho de ferro, na estrada  Marinha Grande - Maceira. É a terceira povoação da freguesia em número de habitantes, e tem por principais vizinhos os lugares de Lameira, Vale, Tojeira e Pedrulheira.
Quanto à origem do nome de Picassinos, existem, que se conheça, duas versões. Uma, a de que o nome deriva de aí terem, em tempos, existido muitas aves conhecidas por picanços e picancinhos, daí derivando o nome para Picassinos. A outra, que nos foi contada pelo picassinense Leonardo Domingues, é do seguinte teor: há cerca de 140 anos, por volta do ano de 1850, existiu para as bandas da Tojeira, uma pequena ermida, onde aos domingos a população do lugar (nessa altura conhecido por Carvalhos, por aí existirem muitas dessas árvores) se reunia para ouvir os cultos católicos. Como não existiam relógios, o pessoal era alertado pelo toque de um pequeno sino: as pessoas regulavam-se pela passagem do sineiro, e diziam umas para as outras: "vamos, que já passou o homem que pica o sino". 0 nome teria derivado para Pica-sinos, como antigamente se escrevia.
O seu povo, tradicionalmente católico, bondoso, trabalhador e bairrista, sempre se esforçou pelo desenvolvimento da sua terra. A ele se deve a primeira escola do lugar (uma escola móvel), que se inaugurou em 1915, o primeiro caminho público, que foi conhecido por "carreiro de Brejo" e construído em 1922, a primeira fonte pública, construída em 1928.
Os moradores conseguiram também, em 1933, a construção de um grande e bonito edifício escolar. Esse edifício, que ainda funciona, foi no seu tempo considerado a melhor escola do concelho, sendo hoje conhecido por "escola velha" ou por "escola do povo". Foi erguido pelo esforço de muita gente, não só de Picassinos como também dos lugares da Comeira, Tojeira, Pedrulheira e Vale, que num lindo acto de solidariedade quiseram também participar com trabalho na construção. A comissão nomeada para efectivação da grande obra era composta por António Baptista, Álvaro Maria da Silva, João André, António Ferreira Gândara e, possivelmente, outros. 0 terreno foi oferecido por D. Maria Duarte, senhora pobre e analfabeta, que com esse gesto de grande altruísmo contribuiu para a luta contra o analfabetismo. 0 povo testemunhou-lhe o seu agradecimento oferecendo-lhe, no dia da inauguração, um avental.
O grande desenvolvimento de Picassinos iniciou-se em 1941, com a construção da estrada de ligação entre a Marinha Grande e Maceira, tendo sido reforçado pela electrificação do lugar, em 16 de junho de 1946.
Picassinos orgulha-se de ser a povoação da freguesia com maior índice de crescimento, principalmente na construção civil. Tem alguns fábricas de moldes para a transformação de matéria plástica, transformou-se em poucos anos no maior centro produtor desses moldes. Os seus habitantes ocupam-se em várias actividades, havendo ainda muita gente a trabalhar na agricultura.
Já na década de 90, partindo de um sonho daquela população iniciou-se a construção da Igreja de Picassinos, com uma arquitectura de linhas modernas, a Igreja de Picassinos tem como padroeiro Santo António e foi inaugurada a 13 de Junho de 1999, após a sua longa construção, financiada exclusivamente pela população de Picassinos e localidades vizinhas. Uma Igreja imponente mas simplista, com capacidade para cerca de 500 pessoas, possui ainda Sacristia, salas de catequese, salão de reuniões, casa mortuária e uma cozinha e salão de festas. Como também